# NEO POP STANDARD
『NEO POP STANDARD』（ネオ ポップ スタンダード）は、日本のミクスチャーロックバンド・ORANGE RANGEの8枚目のオリジナルアルバム。2012年4月18日にSUPER ECHO LABEL/SPEEDSTAR RECORDSからリリースされた。

## 概要
7thアルバム『orcd』から1年6ヶ月ぶりとなる、自主レーベル「SUPER ECHO LABEL」第二弾アルバム。また、SPEEDSTAR RECORDSとの提携を発表してから、初のオリジナルアルバムである。2012年5月からはこのアルバムを引っ提げてのツアーが行われた。
今作では『オレンジボール』以来の、シングル曲がないアルバムとなった。また、全曲打ち込みのエレクトロになっている。前作のロックバンドっぽい感じの対極にしたかったという。また、全曲コンセプトが同じものになるように挑戦したと述べている。
初回限定盤には「Hello Sunshine Hello Future」「Anniversary Song 〜10th〜」のPVを収録したDVDと、10周年ロゴステッカー付き。

## 収録曲

### CD
1. Restart
2. Subway
3. Soul to Soul
4. Hello Sunshine Hello Future
これまでの夏うたとは、一味違った夏うたとなっている。
5. Warning!!
6. Lion
7. Dry Hard
8. Morning View
9. Deep Blue Sea Flower
10. Baby Baby
11. Backpack
12. Magical Mystery Hunter
YAMATOがメインボーカルでHIROKIとRYOはコーラスのみ。
13. Anniversary Song 〜10th〜
デビュー10周年として、2012年2月22日より無料配信された。

### 初回盤DVD
1. 「Hello Sunshine Hello Future」Music Video
2. 「Anniversary Song 〜10th〜」Music Video
3. 「オレンジレンジ10周年緊急記者会見」
4. [Bonus Movie] How to dance 「Anniversary Song 〜10th〜」
5. [Bonus Movie] Making of 「Anniversary Song 〜10th〜」

## 参加ミュージシャン
- YAMATO：VOX
- HIROKI：VOX
- RYO：VOX
- NAOTO：PROGRAMMING、CHO、PERCUSSION、BASS、DRUMS、OTHER INSTRUMENTS
- YOH：BASS